# Podrotmistrz

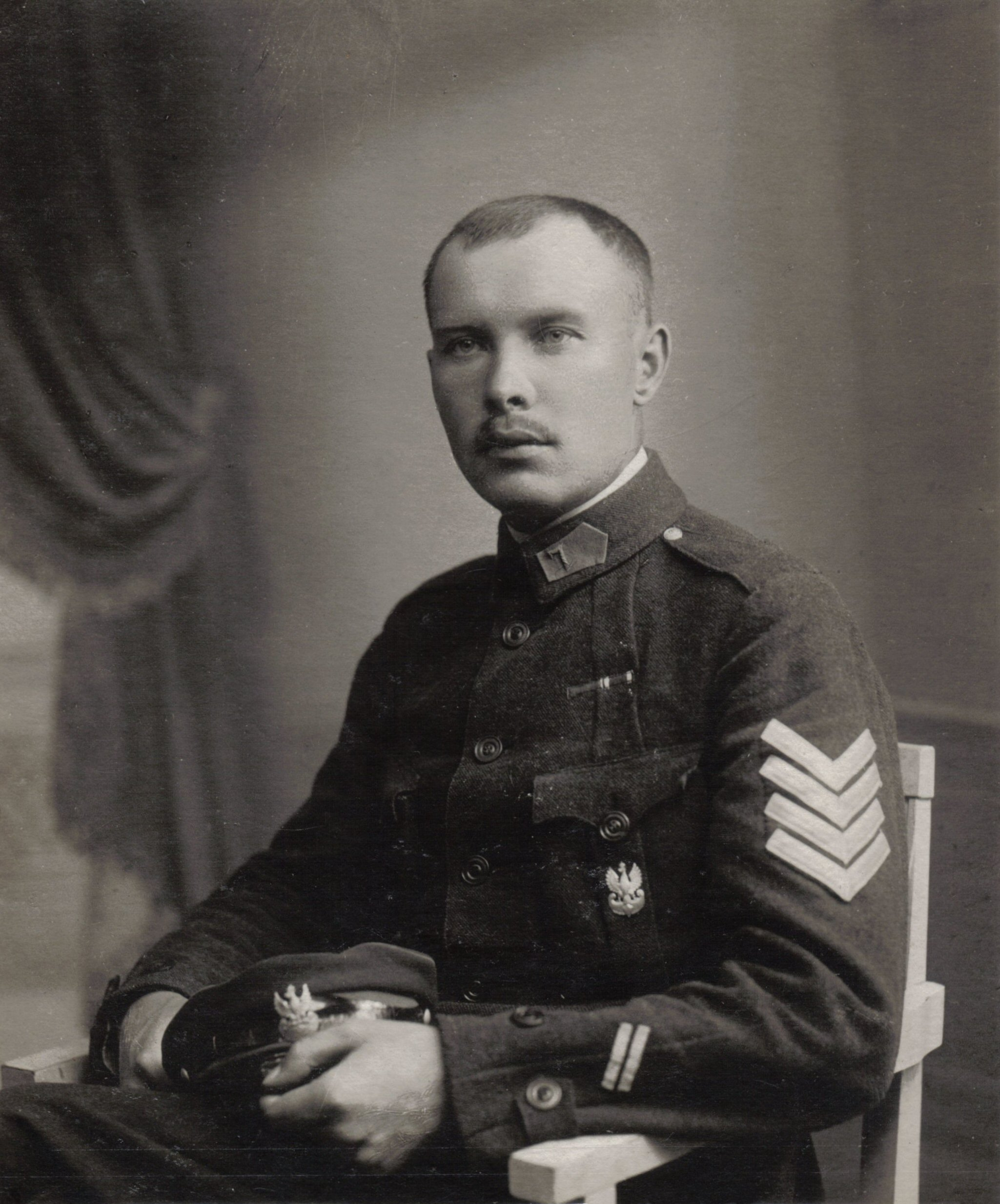
Podkapitan Stanisław Kobyliński - w korpusie gen. Dowbor- Muśnickiego w Bobrujsku

Podrotmistrz – stopień wojskowy oficera kawalerii w I, II i III Korpusie Polskim w Rosji, w latach 1917–1918.
W grudniu 1917 Naczelny Polski Komitet Wojskowy wprowadził dla formacji polskich w Rosji nowy system oznaczeń stopni wojskowych. Celem Naczpolu było odróżnienie żołnierzy Wojska Polskiego od żołnierzy Armii Imperium Rosyjskiego. W hierarchii podrotmistrz był starszym stopniem od porucznika, a młodszym od rotmistrza (kapitana). Odpowiednikiem podrotmistrza w artylerii konnej był podkapitan.
Oznaka stopnia podrotmistrza miała kształt czterech kątów prostych z galonu srebrnego. Kąty naszywane były pośrodku lewego rękawa bluzy i płaszcza. Pierwszy kąt naszywany był w odległości 10 cm od wszycia rękawa. Odstępy między kolejnymi kątami wynosiły 3/4 cm, a szerokość galonu od 3/4 do jednego centymetra.